# داريا كوستوفا
داريا كوستوفا (بالروسية: Кустова, Дарья Андреевна)‏ مواليد 29 مايو 1986 في موسكو، هي لاعبة كرة مضرب بيلاروسية سابقة بدأت مسيرتها كمحترفة سنة 2000، اعتزلت اللعب في 2013. أعلى تصنيف لها في الفردي كان المركز الـ 117 في سنة 2010. سبق أن شاركت في دورة الألعاب الأولمبية الصيفية.

## النهائيات

### الزوجي: 2 (1–1)
| الحصيلة | الرقم | التاريخ        | الدورة           | الأرضية | الشريك          | المنافس                                          | النتيجة  |
| الفوز   | 1.    | يوليو 22, 2007 | باليرمو، إيطاليا | ترابية  | ماريا كوريتسيفا | أليس كانيبا كارين كناب                           | 6–4, 6–1 |
| الوصافة | 1.    | يوليو 13, 2009 | باليرمو، إيطاليا | ترابية  | ماريا كوريتسيفا | نوريا لاجوستيرا فيفس ماريا خوسيه مارتينيز سانشيز | 1–6, 2–6 |

## روابط خارجية
- داريا كوستوفا على موقع رابطة محترفات التنس (الإنجليزية)
- داريا كوستوفا على موقع الاتحاد الدولي لكرة المضرب (الإنجليزية)
- داريا كوستوفا على موقع كأس بيلي جين كينغ (الإنجليزية)
- داريا كوستوفا على موقع خلاصة التنس.كوم (الإنجليزية)
- داريا كوستوفا على موقع إي إس بي إن.كوم (الإنجليزية)
- داريا كوستوفا على موقع أوليمبيديا (الإنجليزية)